# Lísa
Lísa nebo častěji líska je vypletená konstrukce původně z lískových (přeneseně i z jiných) prutů. Jde buď o rámovou stěnu s výpletem nebo o podložku pro sušení potravin, případně o plotový dílec nebo o košár (přenosnou ohrádku) pro ovce.
Ve zdrobnělé podobě „líska“ pojem přetrval a používá se zejména jako označení nízké dřevěné bedýnky na skladování či přenášení ovoce.
Lísa byl též název užívaný pro pletené ohrady a též pro nízká vrátka nebo pohyblivou část ohrady určenou pro její přelézání (přelízku), například v ohrazení obory. Z tohoto významu pochází několik místních názvů zejména na Rakovnicku: Horácká lísa, Třtická lísa, Vašírovská lísa, Řevničovská lísa, Pátecká lísa. 